# Gardena
Gardena GmbH er en tysk producent af haveredskaber og haveudstyr med hovedkvarter i Ulm. Gardena har siden 2007 været et datterselskab til svenske Husqvarna.
I 2022 havde de 3.500 ansatte og en årsomsætning på 1,280 mia. euro.
I 1961 grundlægges virksomheden Kress + Kastner GmbH af købmand Werner Kress og Eberhard Kastner. I 1966 opstod mærket Gardena og virksomheden skiftede navn til Gardena Kress + Kastner GmbH.